# Friedrich Wilhelm Benjamin Bach
Friedrich Wilhelm Benjamin Bach (* 15. Mai 1784 in Breitenbrunn/Erzgeb.; † 20. Juni 1840) war ein deutscher Papiermacher, der Bekanntheit durch sein künstlerisch wertvolles Grabmal erlangte.

## Leben und Werk
Bach stammte aus einer nach Breitenbrunn in das Erzgebirge zugewanderten Familie. Der erste Vertreter dieses Namens war ein kursächsischer Grenzschützer, der im Haus Breitenbrunn Nr. 2 gewohnt hat. Er war der Großvater. Sein Sohn war der Gürtler Benjamin Bach, der vier Söhne hatte, von denen der jüngste Friedrich Wilhelm Benjamin Bach war, der wie der Vater zunächst das Gürtlerhandwerk erlernte, daneben aber auch als Mechanikus und Handelsmann bezeichnet wurde. Wie er in den Besitz der im Schwarzwassertal gelegenen Papierfabrik Georgenthal gelangt ist, kann aufgrund verschiedener Georgenthaler Brände, bei denen die Betriebsakten vernichtet worden sind, nicht mehr nachgewiesen werden. Nur sein Todeseintrag im Kirchenbuch von Breitenbrunn nennt ihn als Besitzer der Papierfabrik Georgenthal, die aus einer ursprünglich dem Gericht Johanngeorgenstadt unterstehenden Papiermühle hervorgegangen ist. Bach hatte als Papiermacher die lange Tradition der Herstellung feiner Büttenpapiere, die früher auch von seinem Namensvetter Johann Sebastian Bach genutzt wurden, in Breitenbrunn fortgesetzt. 
Zur Ehefrau hatte er sich 1818 die älteste Tochter des Steinmetzes und Marmorarbeiters Christian Heinrich Heß aus Klingenthal genommen. Der Ehe entstammten zwei Söhne. Nach dem Tod Bachs zog dessen Witwe wegen der Erziehung des noch unmündigen Kindes August Otto Bach und drückender Schulden zu ihrem Schwager, dem Stadtkämmerer Bach, nach Schneeberg. 
Die Papierfabrik Georgenthal, die damals mit zwei Bütten und drei Holländern betrieben wurde, erwarb Georg Schaff vom Eisenhüttenwerk Schönheide und verpachtete diese ab November 1843 meistbietend. 1861 gründete dann hier die Firma Kübler & Niethammer eine Holzschleiferei.

## Grabmal
Sein aus weißem Marmor bestehendes Grabmal auf dem Friedhof in Breitenbrunn/Erzgeb. wurde im Auftrag der Firma Kübler & Niethammer 1923 umgesetzt, restauriert und somit der Nachwelt erhalten. Nach Meinung der damaligen Zeitgenossen bildet dieses Denkmal „einen künstlerischen Schmuck ersten Ranges nicht nur des Gottesackers, sondern auch des ganzen Ortes und der weiteren Umgebung“.